# 십지
10지(十地,
산스크리트어: daśabhūmi,
영어: ten bhūmis,
ten stages)는 다음의 분류, 그룹 또는 체계의 한 요소이다. 이 문서에서는 이들 가운데 보살 10지(菩薩十地)를 다루며 나머지는 각각의 문서에서 다룬다.
- 성문승(聲聞乘)의 수행자인 성문의 수행계위인 수3귀지(受三歸地) 등의 10가지 계위를 말한다. 성문 10지(聲聞十地) 또는 성문승 10지(聲聞乘十地)라고 한다.
- 연각승(緣覺乘)의 수행자인 연각 · 벽지불 또는 독각의 수행계위인 석행구족지(昔行具足地) 등의 10가지 계위를 말한다. 연각 10지(緣覺十地) · 연각승 10지(緣覺乘十地) · 벽지불 10지(辟支佛十地) 또는 독각 10지(獨覺十地)라고 한다.
- 보살승(菩薩乘)의 수행자인 대승불교의 보살 또는 수행자의 수행계위인 10신(十信) · 10주(十住) · 10행(十行) · 10회향(十廻向) · 10지(十地) · 등각(等覺) · 묘각(妙覺)의 52위(五十二位) 가운데 10지를 말한다. 보살 10지(菩薩十地) 또는 보살승 10지(菩薩乘十地)라고 한다.[1][2][3]

- 3승(三乘)의 수행자의 공통된 수행계위인 간혜지(乾慧地) 등의 10가지 계위를 말한다. 3승 공10지(三乘共十地) 또는 통교 10지(通敎十地)라고 한다.[3][4]

- 불승(佛乘)의 유정, 즉 불지(佛地) 또는 여래지(如來地)의 유정, 즉 부처의 모든 덕(德)을 10가지로 나눈 심심난지광명지덕지(甚深難知廣明智德地) 등을 말한다. 불 10지(佛十地) 또는 불승 10지(佛乘十地)라고 한다.

성문승 · 연각승 · 보살승의 3승과 불승 등의 구분과 이에 대한 교의는 모두 대승불교의 교의로, 위에 열거된 수행계위는 모두 대승불교에서 구분한 수행계위이다. 부파불교와 대승불교는 모두 공통으로 견도 · 수도 · 무학도의 3도(三道)의 수행계위 체계를 사용한다. 부파불교의 설일체유부의 《품류족론》《발지론》《대비바사론》《구사론》《현종론》등의 아비달마 논서에 나타난 수행론에서는 3계9지, 자량위 · 가행위 · 견도위 · 수도위 · 무학위의 5위 그리고 4향4과의 체계를 3도와 함께 사용한다. 대승불교의 유식유가행파와 법상종의 《유가사지론》《현양성교론》《집론》《잡집론》《유식삼십송》《성유식론》 등의 논서에 나타난 수행론에서는 보살 10지, 아애집장현행위 · 선악업과위 · 상속집지위의 뢰야3위, 자량위 · 가행위 · 통달위 · 수습위 · 구경위의 5위를 3도와 함께 주된 체계로 사용하며, 보조 체계로 4향4과의 체계를 사용한다. 대승불교의 선종에서는 보다 실천적인 체계가 사용되는데 성철의 《선문정로》 등에 따르면 수행은 동정일여(動靜一如) · 몽중일여(夢中一如) · 숙면일여(熟眠一如) · 사중득활(死中得活) · 대원경지(大圓鏡智)의 실천적 체계를 따라 이루어지며, 전통적으로 유식유가행파와 《대승기신론》의 학설 및 수행체계가 보조 체계로 사용된다.

## 보살 10지

### (8) 부동지(不動地)
부동지에 이른 8지보살은 지혜가 자재하여 어떠한 번뇌 장애에도 일체 동요함이 없다. 8지에 머무르면 흔히 대범천왕(大梵天王)이 되어 일천 세계를 주관한다. 8지보살을 심행보살이라고도 한다.
대범천왕은 색계(色界) 초선천(初禪天)의 셋째 하늘인 대범천(大梵天)에 있는 화려한 고루 거각에서 살면서, 사바세계를 차지한 천왕이다. 키는 1유순 반, 수명은 1겁 반이라 한다. 1겁은 56억 7천만년을 말한다. 바라문교에서는 대범천왕이 천지만물을 창조했다고 여겼다. 대범천왕은 아득한 옛날 사바세계를 만들어냈다고 해서 사바세계주(主) 범왕이라고도 부른다.
임진왜란 당시 승병을 일으킨 서산 대사에 대해, 진묵 선사는, "그는 참된 승이 아니고 명리승(名利僧)이다"라고 하였는데, 일설에 의하면, 서산 대사는 4지 보살이고 진묵대사는 8지 보살이라고 한다.
8지에 이르는 것을, 무생법인을 얻는다고 말한다. 극락세계에 상품상생으로 왕생하면 곧 제8지 부동지(不動地, 아비발치, avivartika)에 태어난다고 하는데, 그곳에서 바로 무생법인을 얻게 된다.

### (10) 법운지(法雲地)
불교에는 수 많은 보살이 있지만 법운지에 도달한 십지 보살을 특별히 보살마하살이라고 한다. 대표적으로 大願本尊(대원본존)지장보살, 大慈大悲(대자대비)관세음보살, 大智(대지)문수보살, 大行(대행)보현보살. 그리고 미륵보살은 일생보처보살이다. 현재 미륵보살은 도솔천에 있고 56억년 후에 남염부제에 내려와서 성불한다. "보리살타"는 번역하여 道衆生(도중생), 覺有情(각유정)이고, "마하살타"는 번역하여 大衆生(대중생), 大有情(대유정)이라 한다.
보살마하살이 법운지에 머물 때 곧 보살의 불가사의한 해탈, 걸림 없는 해탈, 깨끗하게 관찰하는 해탈, 두루 밝게 비추는 해탈, 여래장 해탈, 隨順하여 걸림 없는 해탈, 삼세를 통달하는 해탈, 법계장 해탈, 해탈한 광명의 해탈, 남음이 없는 경계의 해탈 등을 얻는다. 이 열 가지 해탈이 으뜸이 되어 무량 백천만억 해탈문이 있으며 모두 이 제10지에서 얻는데, 이와 같이 한량없는 백천 아승지 다라니문과 무량 백천 아승지 신통문을 모두 성취한다.
보살마하살은 윤회 자체가 곧 열반이다. 생사가 곧 열반이므로 별도로 열반을 구하지 않는다. 열반에 들지 않고 영원히 보살로 남아있는 보살은 10지 보살이다. 성불을 거부하는 보살마하살이 있다. 열반경에서 대마왕 마라 파피야스는 보살마하살이라고 한다. 일부러 마왕의 길을 걸어감으로써 중생들을 단련시킨다고 한다.
10지 보살마하살은 보살로서의 모든 수행을 완성한 단계로 보살진지(菩薩盡地)라고도 한다. 보살마하살은 세속에 태어날때 보통 부유한 집안에서 태어난다.
보살마하살은 대자비심을 지니고 있고 대지혜를 갖추고있다. 보살마하살은 50위(位), 51위(位)는 일생보처보살, 52위(位)는 부처님이다.

## 같이 보기
- 3도(三道)의 수도(修道)
- 뢰야3위(賴耶三位)
- 10중장(十重障)

## 참고 문헌
- 이 문서에는 다음커뮤니케이션(현 카카오)에서 GFDL 또는 CC-SA 라이선스로 배포한 글로벌 세계대백과사전의 내용을 기초로 작성된 글이 포함되어 있습니다.
- 곽철환 (2003). 《시공 불교사전》. 시공사 / 네이버 지식백과. |title=에 외부 링크가 있음 (도움말)
- 운허.  동국역경원 편집, 편집. 《불교 사전》. |title=에 외부 링크가 있음 (도움말)
- (중국어) 佛門網. 《佛學辭典(불학사전)》. |title=에 외부 링크가 있음 (도움말)
- (중국어) 星雲. 《佛光大辭典(불광대사전)》 3판. |title=에 외부 링크가 있음 (도움말)